# Saprosites
Saprosites är ett släkte av skalbaggar. Saprosites ingår i familjen Aphodiidae.

## Bildgalleri

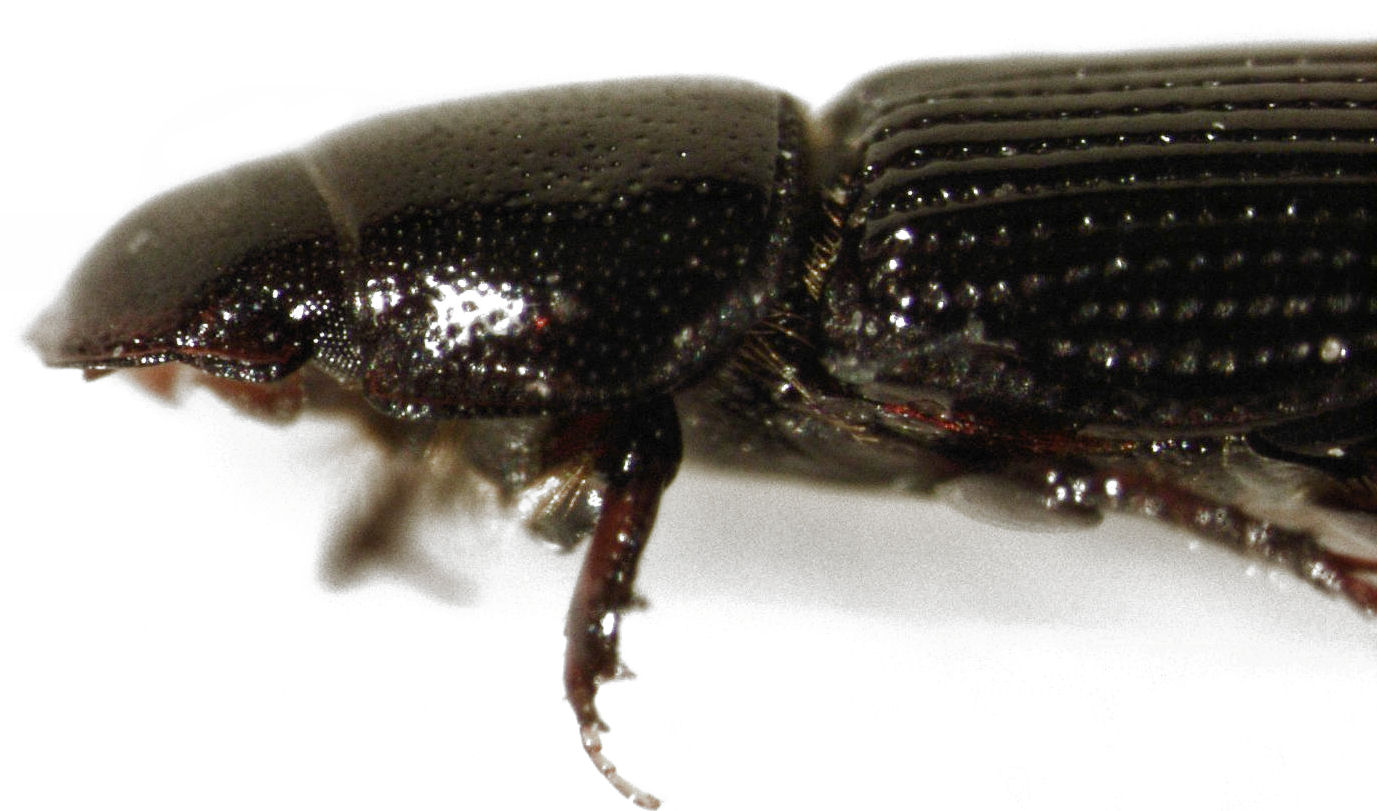
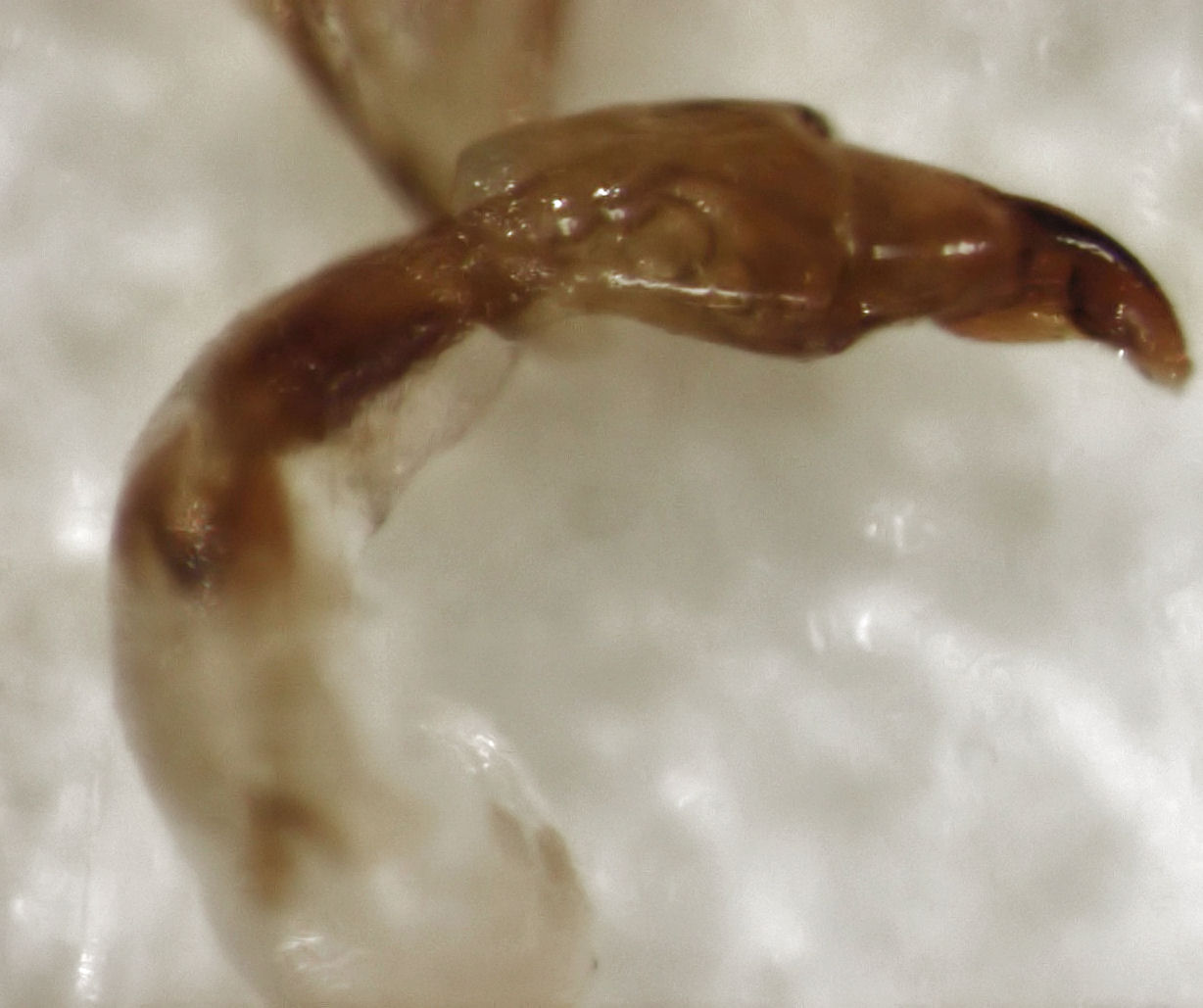
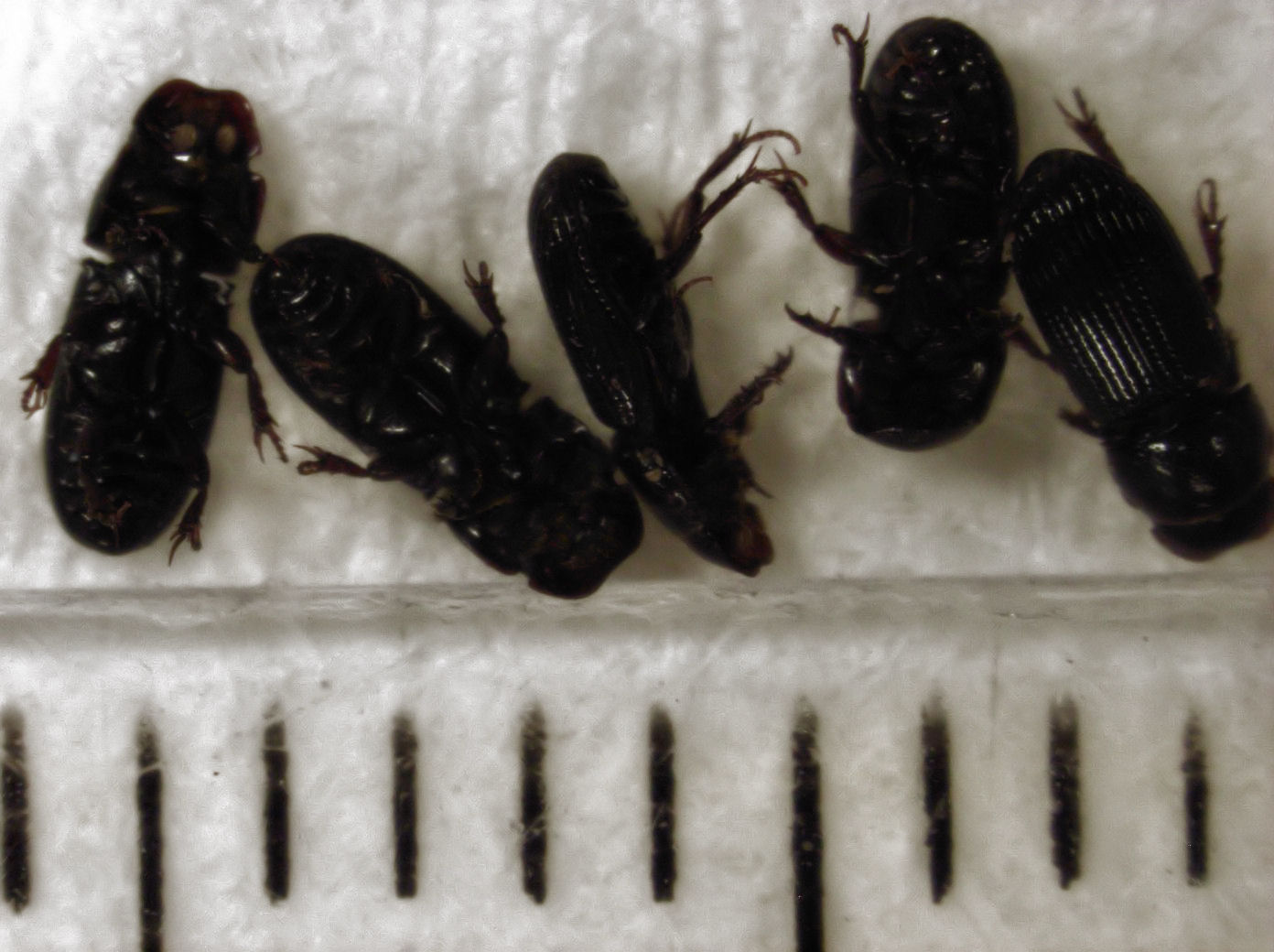
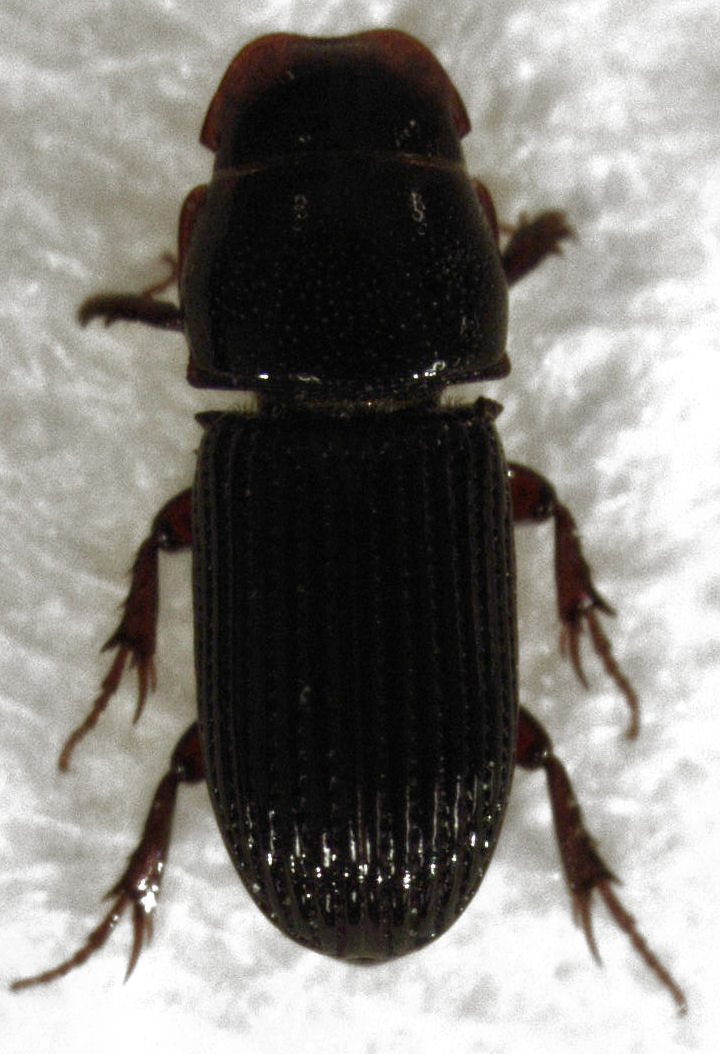

## Dottertaxa tillSaprosites, i alfabetisk ordning[1]
- Saprosites abyssinicus
- Saprosites africanus
- Saprosites arabicus
- Saprosites armatus
- Saprosites balthasari
- Saprosites bangueyensis
- Saprosites barombii
- Saprosites bolivianus
- Saprosites brevitarsis
- Saprosites breviusculus
- Saprosites bunyaensis
- Saprosites burgeoni
- Saprosites calvus
- Saprosites camerounensis
- Saprosites capitalis
- Saprosites carinatus
- Saprosites cariniceps
- Saprosites castaneus
- Saprosites catenatus
- Saprosites cavus
- Saprosites celebicus
- Saprosites cheesmani
- Saprosites chyuluensis
- Saprosites clydensis
- Saprosites communis
- Saprosites comorianus
- Saprosites congoana
- Saprosites consonus
- Saprosites coomani
- Saprosites crockerensis
- Saprosites cycloporum
- Saprosites declivis
- Saprosites dentipes
- Saprosites difficilis
- Saprosites dilutus
- Saprosites distans
- Saprosites dubius
- Saprosites dudichi
- Saprosites dufaui
- Saprosites dynastoides
- Saprosites enarotadii
- Saprosites exaratus
- Saprosites excisus
- Saprosites explanatus
- Saprosites exsculptus
- Saprosites falcatus
- Saprosites fastus
- Saprosites fodori
- Saprosites fortipes
- Saprosites freyi
- Saprosites fruhstorferi
- Saprosites gestroi
- Saprosites girardi
- Saprosites gnomus
- Saprosites grenadensis
- Saprosites guineensis
- Saprosites haafi
- Saprosites holzschuhi
- Saprosites imperfuscus
- Saprosites implicatus
- Saprosites jacobsoni
- Saprosites japonicus
- Saprosites javanus
- Saprosites kamai
- Saprosites kapitensis
- Saprosites kinabalu
- Saprosites kingsensis
- Saprosites komumi
- Saprosites laeviceps
- Saprosites laticeps
- Saprosites laticollis
- Saprosites lepersonnei
- Saprosites lodoicea
- Saprosites loebli
- Saprosites longethorax
- Saprosites madagascariensis
- Saprosites malaisei
- Saprosites malkini
- Saprosites mansuetus
- Saprosites marchionalis
- Saprosites meditans
- Saprosites mendax
- Saprosites merkli
- Saprosites mesosternalis
- Saprosites mistakensis
- Saprosites mjobergi
- Saprosites monteverdeae
- Saprosites narae
- Saprosites natalensis
- Saprosites nepalensis
- Saprosites nitidicollis
- Saprosites obscurus
- Saprosites palmarum
- Saprosites papuanus
- Saprosites parallelicollis
- Saprosites parallelus
- Saprosites pauliani
- Saprosites perbrevitarsis
- Saprosites peregrinus
- Saprosites perforatus
- Saprosites perssoni
- Saprosites pleurophoroides
- Saprosites porongurupae
- Saprosites puncticollis
- Saprosites punctiventris
- Saprosites pygmaeus
- Saprosites raffrayi
- Saprosites raoulensis
- Saprosites rectus
- Saprosites rougemonti
- Saprosites rufopolitus
- Saprosites rufus
- Saprosites schoutedeni
- Saprosites sicardi
- Saprosites staudingeri
- Saprosites sternalis
- Saprosites subterraneus
- Saprosites sulcatissimus
- Saprosites sulcatus
- Saprosites sulciceps
- Saprosites sulcicollis
- Saprosites sumatranus
- Saprosites tantulus
- Saprosites tenuistriatus
- Saprosites titschacki
- Saprosites topali
- Saprosites watti
- Saprosites wauensis
- Saprosites weisei
- Saprosites verecundus
- Saprosites wittei
- Saprosites vosseleri
- Saprosites yanoi